# El demonio vestido de azul
El demonio vestido de azul (título original: Devil in a Blue Dress) es una película de crimen de 1995 dirigida por Carl Franklin y protagonizada por Denzel Washington, Tom Sizemore y Jennifer Beals. La producción cinematográfica está basada en la novela homónima de Walter Mosley.

## Argumento
En Los Ángeles de 1948, Easy Rawlins es un veterano afroamericano de la Segunda Guerra Mundial. Después de la guerra se fue a Los Ángeles y compró allí una casa. Sin embargo él tiene que pagar una hipoteca al respecto. En 1948 no tiene trabajo y como consecuencia tiene posibilidades de perder la casa por no poder continuar pagar la hipoteca. Por ello acepta un trabajo de DeWitt Albright que un amigo suyó le presentó en el bar. Ese trabajo consiste en encontrar a una mujer blanca llamada Daphne Monet que ha desaparecido en los barrios negros de la ciudad.
Pronto, a causa de este trabajo, estará metido en asesinatos y en una conspiración para manipular las elecciones a la alcaldía de la ciudad y todo dentro de un ámbito, en la que el racismo está presente de manera constante.

## Reparto
| Actor             | Papel           |
| ----------------- | --------------- |
| Denzel Washington | Easy Rawlins    |
| Tom Sizemore      | Dewitt Albright |
| Jennifer Beals    | Daphne Monet    |
| Don Cheadle       | Mouse Alexander |
| Maury Chaykin     | Matthew Terell  |
| Terry Kinney      | Todd Carter     |
| Mel Winkler       | Joppy           |

## Producción
La película fue filmada en Los Ángeles y en sus alrededores.

## Recepción
En el presente, la película ha sido valorado en portales cinematográficos y por críticos profesionales. En IMDb, con aproximadamente 22 000 votos registrados, el filme obtiene una media ponderada de 6,8 sobre 10. En cuanto a Rotten Tomatoes, los más de 10 000 votos registrados allí le dieron una valoración media de 3,6 de 5, mientras que los 121 críticos profesionales que se expresaron allí le dieron una valoración media de 7,6 de 10. Entre ellos se ha llegado el consenso, que la producción cinematográfica de film noir está por encima de las películas mediocre al respecto.